# Wismilak International 2003
Wismilak International 2003 — жіночий тенісний турнір, що проходив на відкритих кортах з твердим покриттям на Балі (Індонезія). Належав до турнірів 3-ї категорії в рамках Туру WTA 2003. Це був дев'ятий за ліком Commonwealth Bank Tennis Classic. Тривав з 8 до 14 вересня 2003 року. Друга сіяна Олена Дементьєва здобула титул в одиночному розряді й отримала 35 тис. доларів США.

## Фінальна частина

### Одиночний розряд
Олена Дементьєва —  Чанда Рубін, 6–2, 6–1
- Для Дементьєвої це був 2-й титул в одиночному розряді за рік і за кар'єру.

### Парний розряд
Марія Венто-Кабчі /  Анжелік Віджайя —   Емілі Луа /  Ніколь Пратт, 7–5, 6–2